# Клюки (гмина Смолдзино)

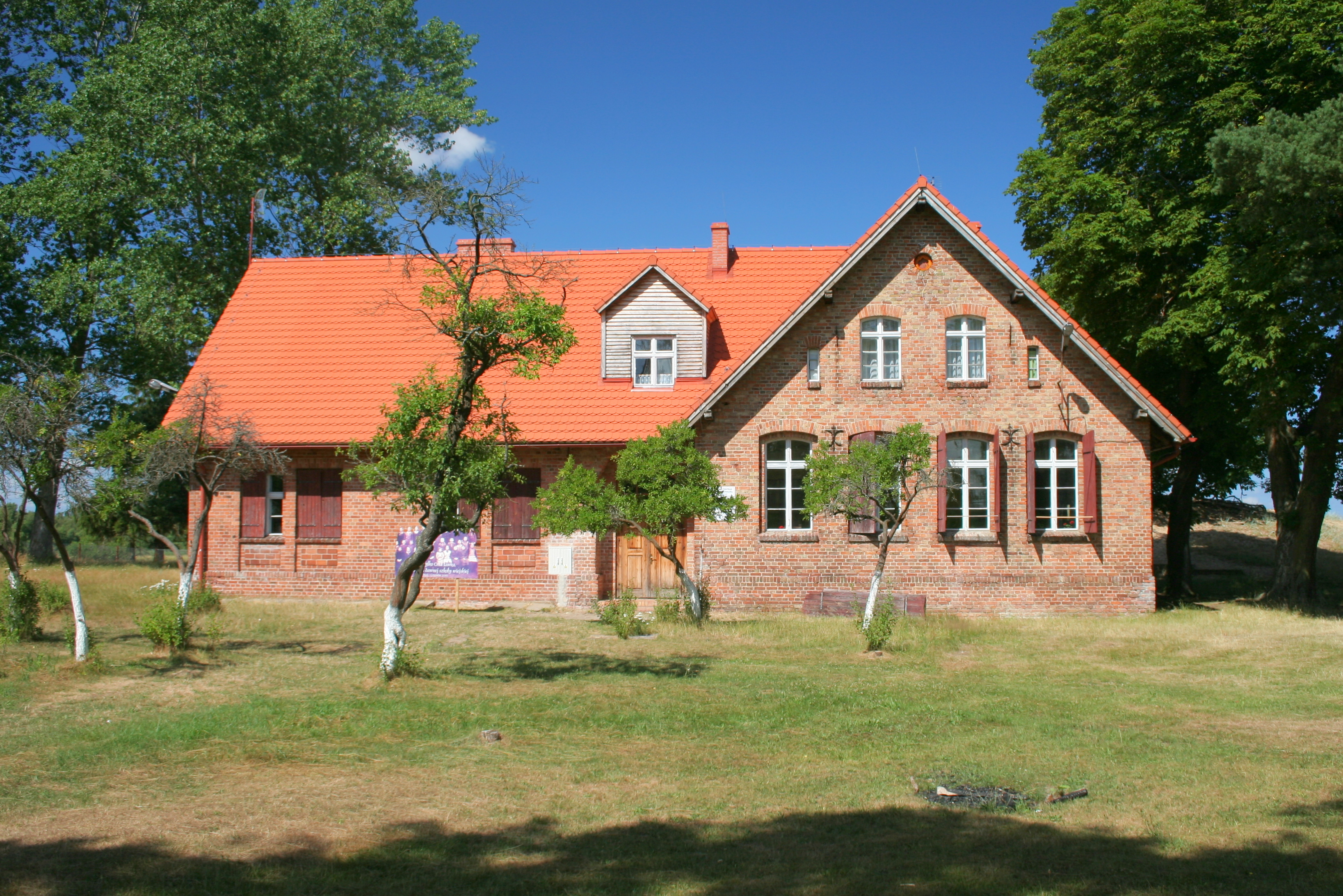
Дом в деревне Клюки

Клю́ки (по-словински — Kláhi, Kláčicä, кашуб. Klëczi, пол. Kluki, нем. Klucken) — бывшее словинское село в Польше, находящееся на территории гмины Смолдзино Слупского повята Поморского воеводства.

## География
Село находится на Словинском побережье, около Лебского озера в 9 км от Смолдзино, в 32 км от Слупска и в 57 км от Гданьска.

## История
Первое упоминание о селе относится к XVI веку. Тогда село называлось Оток (Вотток, Виток). В конце XVIII века село стало называться как Клюки. Жители села расселялись в южном направлении и так возникли сёла Клюки-Цеминьске, Клюки-Железке и Павелки.
Жители села занимались рыбацким промыслом. До начала 70-х годов XX столетия в селе проживали словинцы, большинство из которых эмигрировали в Германию.

## Достопримечательности
- Словинское кладбище
- Музей «Словинская деревня» — филиал Музея Центрального Поморья.